# B (маршрут метро, Нью-Йорк)
B Sixth Avenue Express — маршрут Нью-Йоркского метрополитена, проходящий в Бронксе, Манхэттене и Бруклине. Маршрут проходит по линиям Конкорс, Ай-эн-ди, Восьмой авеню, Ай-эн-ди, Шестой авеню, Ай-эн-ди, и Брайтон, Би-эм-ти. На картах, станциях, вагонах и т. д. он обозначается оранжевым цветом, поскольку проходит по линии Шестой авеню.
Маршрут B оперирует только в будни, приблизительно с 6:00 до 23:00, но поезда начинают уходить в депо уже с 22:00 часов. Обычно он работает между 145th Street в Гарлеме, Манхэттен, до Brighton Beach в Бруклине, локальным вдоль Central Park West и экспрессом вдоль 6-й авеню и BMT Brighton Line. В часы пик северной конечной станцией поездов B становится Bedford Park Boulevard в Бронксе, и они останавливаются на всех станциях вдоль Grand Concourse.
B — один из двух маршрутов городского метро, который имеет на пути станции с одинаковыми названиями (другой — R): две станции с названием «Seventh Avenue» - одна в Бруклине на Флэтбуш авеню, а другая в Манхэттене на 53-й улице.

## История маршрута
| Логотипы |

- Обозначение B первоначально предполагалось для экспресса из района Вашингтон-Хейтс до Мидтауна в Манхэттене, а далее по IND Sixth Avenue Line. Тем не менее, первоначальный маршрут B, начался с открытием Sixth Avenue Line в 1940 году, и продолжался до открытия соединения Кристи-стрит в 1967, работая только как локальный в часы пик, от 168th Street до 34th Street—Herald Square. Этот маршрут обозначался BB в соответствии с протоколом IND, об использовании двойного обозначение для локальных маршрутов.
- Вслед за открытием соединения Кристи-стрит, бывший BB был объединён с бывшим T BMT West End Line, создав маршрут от Вашингтон-Хейтс до Coney Island. Этот маршрут был обозначен как BT, но обозначался просто B.
- Частичное закрытие маршрутов через Манхэттенский мост, между 1986 и 2004 годами, создал разрыв на маршруте B, между севером и югом маршрута. Начиная с 26 апреля 1986, северный B (через 6-ю авеню, неформально был «оранжевым B»), и южный B (через BMT Broadway Line, неформально «жёлтым B»), оперировали как два разных маршрута. Оранжевый B больше или меньше дублировал бывший BB, а жёлтый B имитировал бывший T.
- Бывший B работал до 11 декабря 1988. 29 октября 1989, открылась IND 63rd Street Line и маршрут был продлён до 21st Street—Queensbridge. B начал работать по новой линии на выходные. Годом позже маршрут также стал работать и вечером в будни.
- 30 апреля 1995, северная сторона Манхэттенского моста была закрыта на полдень и выходные до следующего ноября. В это время, B работал только между Atlantic Avenue-Pacific Street и Coney Island—Stillwell Avenue, действуя локальным на BMT West End Line и экспрессом на BMT Fourth Avenue Line.
- 22 февраля 1998, длина маршрута была уменьшена до 57th Street на вечер и в выходные, в результате реконструкции IND 63rd Street Line. Маршрут на линии был заменён челноком до BMT Broadway Line.
- 1 марта 1998, было прекращено соединение B с Вашингтон-Хейтс. Дорога B теперь стала только на IND Concourse Line, в часы пик только.
- В 2000 году, B перестал идти на IND 63rd Street Line, для сигнальных и путевых работ. Теперь маршрут работает вдоль Central Park West до 145th Street (Bedford Park Boulevard в часы пик) круглосуточно кроме ночи.
- 22 июля 2001, B был снова пущён по Манхэттенскому мосту и путь стал аналогичен как в 1986 году. Тем не менее, в это время West End Line была предопределена от W. B работает только в будни, до Bedford Park Boulevard а часы пик и 145th Street в течение дня и вечером.
- 22 февраля 2004, Манхэттенский мост был полностью открыт для сообщения метро. B был продлён через Grand Street и северные пути моста, в Бруклин, повторяя алмазный Q как Brighton Express до Brighton Beach.

## Маршрут
Используемые пути в зависимости от дня недели и времени суток
| От станции включительно             | До станции включительно  | Часы пик       | День (кроме часов пик) + вечер | Выходные + ночь |
| ----------------------------------- | ------------------------ | -------------- | ------------------------------ | --------------- |
| Бедфорд-парк-бульвар                | Бедфорд-парк-бульвар     | оборотный путь | —                              | —               |
| Кингсбридж-роуд                     | 155-я улица              | локальные пути | —                              | —               |
| 145-я улица                         | 145-я улица              | локальные пути | экспресс-пути (до 23:00)       | —               |
| 135-я улица                         | Седьмая авеню            | локальные пути | локальные пути (до 23:00)      | —               |
| 47-я — 50-я улицы — Рокфеллер-центр | Бродвей — Лафайетт-стрит | экспресс-пути  | экспресс-пути (до 23:00)       | —               |
| Гранд-стрит                         | Проспект-парк            | локальные пути | локальные пути (до 23:00)      | —               |
| Парксайд-авеню                      | Брайтон-Бич              | экспресс-пути  | экспресс-пути (до 23:00)       | —               |

Схема маршрута
| Условные обозначения |
| для дней и часов работы маршрутов (более точно указано во всплывающих подсказках при этих обозначениях): |
| --- |
| круглосуточно круглосуточно, кроме ночи круглосуточно, кроме будней днём (либо часов пик) в пиковом направлении в будни днём (и, возможно, вечером) в будни круглосуточно в часы пик в будни днём (либо в часы пик) в пиковом направлении в будни днём (либо в часы пик) в направлении, обратном пиковому в выходные ночью ночью и в выходные (и, возможно, вечером) нет движения поездов |

|  |

| D — в часы пик · D — в часы пик |

|  |

| D — в часы пик · D — в часы пик |

|  |
|  |
|  |

| D — в часы пик · D — в часы пик |
| Фордем (Metro-North)[англ.]     |

|  |

| D — в часы пик в направлении, обратном пиковому · D — в часы пик в направлении, обратном пиковому |

|  |

| D — в часы пик · D — в часы пик |

|  |

| D — в часы пик в направлении, обратном пиковому · D — в часы пик в направлении, обратном пиковому |

|  |

| D — в часы пик в направлении, обратном пиковому · D — в часы пик в направлении, обратном пиковому |

|  |

| D — в часы пик в направлении, обратном пиковому · D — в часы пик в направлении, обратном пиковому |

|  |
|  |
|  |

| D — в часы пик в направлении, обратном пиковому · D — в часы пик в направлении, обратном пиковому | на той же станции          |
| 4 — в часы пик · 4 — в часы пик                                                                   | 161-я улица — Стадион Янки |
| Янкис — Ист 153-я улица (Metro-North)[англ.]                                                      |                            |

|  |

| D — в часы пик в направлении, обратном пиковому · D — в часы пик в направлении, обратном пиковому |

|  |

| A — в будни днём и вечером до 23:00 · A — в будни днём и вечером до 23:00 · C — в будни днём и вечером до 23:00 · C — в будни днём и вечером до 23:00 · D — в будни днём и вечером до 23:00 · D — в будни днём и вечером до 23:00 |

|  |

| C — в будни днём и вечером до 23:00 · C — в будни днём и вечером до 23:00 |

|  |

| A — в будни днём и вечером до 23:00 · A — в будни днём и вечером до 23:00 · C — в будни днём и вечером до 23:00 · C — в будни днём и вечером до 23:00 · D — в будни днём и вечером до 23:00 · D — в будни днём и вечером до 23:00 |

|  |

| C — в будни днём и вечером до 23:00 · C — в будни днём и вечером до 23:00 |

|  |

| C — в будни днём и вечером до 23:00 · C — в будни днём и вечером до 23:00 |

|  |

| C — в будни днём и вечером до 23:00 · C — в будни днём и вечером до 23:00 |

|  |

| C — в будни днём и вечером до 23:00 · C — в будни днём и вечером до 23:00 |

|  |

| C — в будни днём и вечером до 23:00 · C — в будни днём и вечером до 23:00 |

|  |

| C — в будни днём и вечером до 23:00 · C — в будни днём и вечером до 23:00 |

|  |

| C — в будни днём и вечером до 23:00 · C — в будни днём и вечером до 23:00 |

|  |
|  |
|  |

| A — в будни днём и вечером до 23:00 · A — в будни днём и вечером до 23:00 · C — в будни днём и вечером до 23:00 · C — в будни днём и вечером до 23:00 · D — в будни днём и вечером до 23:00 · D — в будни днём и вечером до 23:00 | на той же станции           |
| 1 — в будни днём и вечером до 23:00 · 1 — в будни днём и вечером до 23:00 | 59-я улица — Колумбус-Серкл |

|  |

| D — в будни днём и вечером до 23:00 · D — в будни днём и вечером до 23:00 · E — в будни днём и вечером до 23:00 · E — в будни днём и вечером до 23:00 |

|  |

| D — в будни днём и вечером до 23:00 · D — в будни днём и вечером до 23:00 · F — в будни днём и вечером до 23:00 · F — в будни днём и вечером до 23:00 · <F> — в часы пик в пиковом направлении · <F> — в часы пик в пиковом направлении · M — в будни днём и вечером до 23:00 · M — в будни днём и вечером до 23:00 |

|  |
|  |
|  |
|  |
|  |
|  |
|  |

| D — в будни днём и вечером до 23:00 · D — в будни днём и вечером до 23:00 · F — в будни днём и вечером до 23:00 · F — в будни днём и вечером до 23:00 · <F> — в часы пик в пиковом направлении · <F> — в часы пик в пиковом направлении · M — в будни днём и вечером до 23:00 · M — в будни днём и вечером до 23:00 | на той же станции                            |
| 7 — в будни днём и вечером до 23:00 · 7 — в будни днём и вечером до 23:00 · <7> — в часы пик в пиковом направлении · <7> — в часы пик в пиковом направлении | Пятая авеню                                  |
| 1 — в будни днём и вечером до 23:00 · 1 — в будни днём и вечером до 23:00 · 2 — в будни днём и вечером до 23:00 · 2 — в будни днём и вечером до 23:00 · 3 — в будни днём и вечером до 23:00 · 3 — в будни днём и вечером до 23:00                                                                                   | Таймс-сквер — 42-я улица                     |
| 7 — в будни днём и вечером до 23:00 · 7 — в будни днём и вечером до 23:00 · <7> — в часы пик в пиковом направлении · <7> — в часы пик в пиковом направлении | Таймс-сквер                                  |
| A — в будни днём и вечером до 23:00 · A — в будни днём и вечером до 23:00 · C — в будни днём и вечером до 23:00 · C — в будни днём и вечером до 23:00 · E — в будни днём и вечером до 23:00 · E — в будни днём и вечером до 23:00                                                                                   | 42-я улица — Автовокзал Портового управления |
| N — в будни днём и вечером до 23:00 · N — в будни днём и вечером до 23:00 · Q — в будни днём и вечером до 23:00 · Q — в будни днём и вечером до 23:00 · R — в будни днём и вечером до 23:00 · R — в будни днём и вечером до 23:00 · W — в будни днём и вечером до 23:00 · W — в будни днём и вечером до 23:00       | Таймс-сквер — 42-я улица                     |
| S (челнок 42-й улицы) — в будни днём и вечером до 23:00 · S (челнок 42-й улицы) — в будни днём и вечером до 23:00 | Таймс-сквер                                  |

|  |
|  |
|  |

| D — в будни днём и вечером до 23:00 · D — в будни днём и вечером до 23:00 · F — в будни днём и вечером до 23:00 · F — в будни днём и вечером до 23:00 · <F> — в часы пик в пиковом направлении · <F> — в часы пик в пиковом направлении · M — в будни днём и вечером до 23:00 · M — в будни днём и вечером до 23:00 | на той же станции          |
| N — в будни днём и вечером до 23:00 · N — в будни днём и вечером до 23:00 · Q — в будни днём и вечером до 23:00 · Q — в будни днём и вечером до 23:00 · R — в будни днём и вечером до 23:00 · R — в будни днём и вечером до 23:00 · W — в будни днём и вечером до 23:00 · W — в будни днём и вечером до 23:00       | 34-я улица — Геральд-сквер |
| 33-я улица (PATH)[англ.] |                            |

|  |

|  |

|  |
|  |
|  |

| A — в будни днём и вечером до 23:00 · A — в будни днём и вечером до 23:00 · C — в будни днём и вечером до 23:00 · C — в будни днём и вечером до 23:00 · D — в будни днём и вечером до 23:00 · D — в будни днём и вечером до 23:00 · E — в будни днём и вечером до 23:00 · E — в будни днём и вечером до 23:00 · F — в будни днём и вечером до 23:00 · F — в будни днём и вечером до 23:00 · <F> — в часы пик в пиковом направлении · <F> — в часы пик в пиковом направлении · M — в будни днём и вечером до 23:00 · M — в будни днём и вечером до 23:00 |
| Девятая улица (PATH)[англ.] |

|  |
|  |
|  |

| D — в будни днём и вечером до 23:00 · D — в будни днём и вечером до 23:00 · F — в будни днём и вечером до 23:00 · F — в будни днём и вечером до 23:00 · <F> — в часы пик в пиковом направлении · <F> — в часы пик в пиковом направлении · M — в будни днём и вечером до 23:00 · M — в будни днём и вечером до 23:00 | на той же станции |
| 6 — в будни днём и вечером до 23:00 · 6 — в будни днём и вечером до 23:00 · <6> — в будни днём в пиковом направлении · <6> — в будни днём в пиковом направлении | Бликер-стрит      |

|  |

| D — в будни днём и вечером до 23:00 · D — в будни днём и вечером до 23:00 |

|  |

| Q — в будни днём и вечером до 23:00 · Q — в будни днём и вечером до 23:00 · R — в будни днём и вечером до 23:00 · R — в будни днём и вечером до 23:00 · W — часть рейсов в часы пик в пиковом направлении · W — часть рейсов в часы пик в пиковом направлении |

|  |
|  |
|  |
|  |
|  |

| Q — в будни днём и вечером до 23:00 · Q — в будни днём и вечером до 23:00 | на той же станции               |
| 2 — в будни днём и вечером до 23:00 · 2 — в будни днём и вечером до 23:00 · 3 — в будни днём и вечером до 23:00 · 3 — в будни днём и вечером до 23:00 · 4 — в будни днём и вечером до 23:00 · 4 — в будни днём и вечером до 23:00 · 5 — в будни днём · 5 — в будни днём                                                                   | Атлантик-авеню — Барклайс-центр |
| D — в будни днём и вечером до 23:00 · D — в будни днём и вечером до 23:00 · N — в будни днём и вечером до 23:00 · N — в будни днём и вечером до 23:00 · R — в будни днём и вечером до 23:00 · R — в будни днём и вечером до 23:00 · W — часть рейсов в часы пик в пиковом направлении · W — часть рейсов в часы пик в пиковом направлении | Атлантик-авеню — Барклайс-центр |
| вокзал Атлантик[англ.] |                                 |

|  |

| Q — в будни днём и вечером до 23:00 · Q — в будни днём и вечером до 23:00 |

|  |

| Q — в будни днём и вечером до 23:00 · Q — в будни днём и вечером до 23:00 · S (челнок Франклин-авеню) — в будни днём и вечером до 23:00 · S (челнок Франклин-авеню) — в будни днём и вечером до 23:00 |

|  |

|  |

| Q — в будни днём и вечером до 23:00 · Q — в будни днём и вечером до 23:00 |

|  |

|  |

|  |

| Q — в будни днём и вечером до 23:00 · Q — в будни днём и вечером до 23:00 |

|  |

|  |

|  |

|  |

| Q — в будни днём и вечером до 23:00 · Q — в будни днём и вечером до 23:00 |

|  |

|  |

|  |

| Q — в будни днём и вечером до 23:00 · Q — в будни днём и вечером до 23:00 |

|  |

| Q — в будни днём и вечером до 23:00 · Q — в будни днём и вечером до 23:00 |